# Gietasfalt

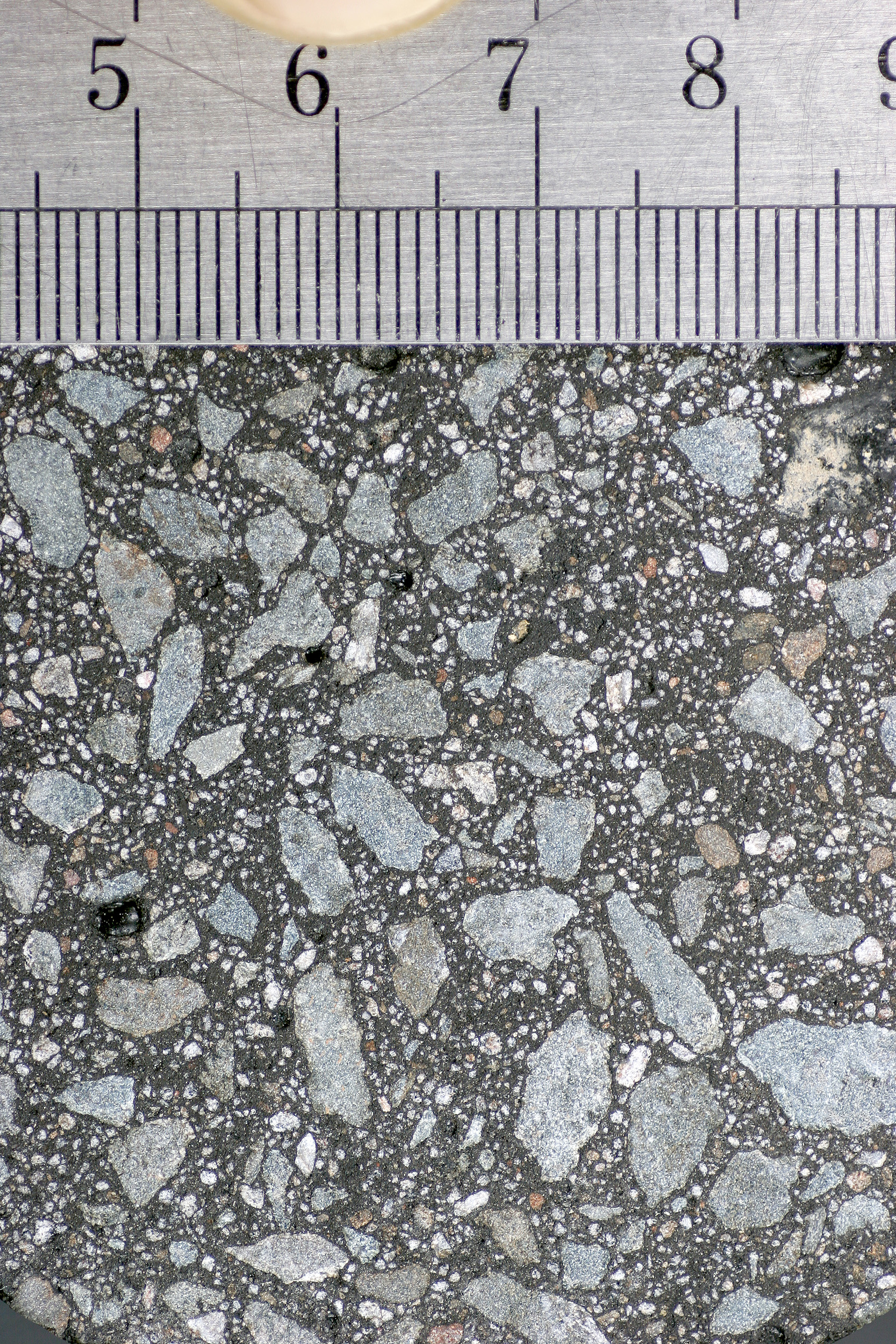
Doorsnede van gietasfalt

Gietasfalt is een waterdicht type asfalt dat met name wordt toegepast als wegverharding op brugdekken, op parkeerdaken en als waterdichte vloerafwerking.
Dit type asfalt is een overvuld mengsel dat zijn stabiliteit ontleent aan de stijfheid van het mastiek. Deze wordt bereikt door het toepassen van stijve bitumen, in combinatie met een hoog vulstofgehalte. Gietasfalt wordt verwerkt bij relatief hoge temperaturen (220 tot 240 °C) en hoeft in tegenstelling tot andere asfaltsoorten niet te worden verdicht, aangezien er in een overvuld mengsel in feite weinig meer te verdichten valt.
Gietasfalt is waterdicht dankzij het relatief hoge gehalte aan bitumen. Daarnaast heeft het als voordeel dat het, in vergelijking met bijvoorbeeld asfaltbeton, relatief duurzaam is. Verder is gietasfalt relatief flexibel, waardoor het beter de elastische vervormingen die optreden bij zwaar verkeer op stalen bruggen kan opvangen zonder scheurvorming. Gietasfalt wordt verder gebruikt voor industrievloeren en bij kustverdedigingswerken. Het heeft echter twee belangrijke nadelen, waardoor het slechts beperkt wordt gebruikt; het is vooral onder zomerse omstandigheden vervormingsgevoelig en het is, met name door het hoge bitumengehalte, relatief duur.
Uit onderzoek is gebleken dat een speciaal steenmastiek-mengsel, met gemodificeerd bitumen voor voldoende flexibiliteit, een grotere belastbaarheid en een grotere duurzaamheid heeft dan gietasfalt, tegen vergelijkbare kosten.